# Amphineurus niveinervis
Amphineurus niveinervis är en tvåvingeart som beskrevs av Edwards 1923. Amphineurus niveinervis ingår i släktet Amphineurus och familjen småharkrankar. Inga underarter finns listade i Catalogue of Life.